# 스투 라스무센
스투 라스무센(Stu Rasmussen, 1948년 9월 9일 ~ 2021년 11월 17일)은 미국 오리건주 매리언 군 실버턴 시의 시장이다. 본인은 스스로를 남성으로 여기고 있으나 유방 확대술을 받고 여장을 한채 활동한다. 2008년 시장으로 당선됐다. 지역 자산가로서 실버턴 시의 한 극장을 운영하기도 한다.